# Liste des conseillers généraux du Nord
Pour un article plus général, voir Conseil départemental du Nord.
(À partir de 2015, voir : Liste des conseillers départementaux du Nord).

## Composition duConseil général du Nord(79 sièges) en2011
| Parti                                       | Sigle | Sigle | Élus |
| ------------------------------------------- | ----- | ----- | ---- |
| Majorité (54 sièges)                        |       |       |      |
| Parti Communiste Français                   |       | PCF   | 14   |
| Parti Socialiste                            |       | PS    | 39   |
| Divers gauche                               |       | DVG   | 1    |
| Opposition (25 sièges)                      |       |       |      |
| Union pour un mouvement populaire           |       | UMP   | 10   |
| Divers droite                               |       | DVD   | 10   |
| Union des démocrates et indépendants        |       | UDI   | 5    |
| Président du Conseil Général                |       |       |      |
| Patrick Kanner (PS) puis Didier Manier (PS) |       |       |      |

## Liste des conseillers départementaux duNord
| Canton                                     | Circ.   | Conseiller général                  | Parti | Parti    | Série |
| Arrondissement d'Avesnes-sur-Helpe         |         |                                     |       |          |       |
| Canton d'Avesnes-sur-Helpe-Nord            | 3       | M. Alain Poyart                     |       | UMP      | 2011  |
| Canton d'Avesnes-sur-Helpe-Sud             | 12      | M. Jean-Jacques Anceaux             |       | PS       | 2008  |
| Canton de Bavay                            | 3       | M. Jean Jarosz                      |       | PCF      | 2008  |
| Canton de Berlaimont                       | 12      | M. Bernard Baudoux                  |       | PCF      | 2008  |
| Canton d'Hautmont                          | 12      | M. Joël Wilmotte                    |       | UMP      | 2008  |
| Canton de Landrecies                       | 12      | M. Bernard Delva                    |       | DVD      | 2011  |
| Canton de Maubeuge-Nord                    | 3       | M. Rémi Pauvros                     |       | PS       | 2008  |
| Canton de Maubeuge-Sud                     | 3       | M. Philippe Dronsart                |       | PS       | 2011  |
| Canton du Quesnoy-Est                      | 12      | M. Michel Manesse                   |       | PS       | 2008  |
| Canton du Quesnoy-Ouest                    | 12      | M. René Locoche                     |       | DVD      | 2008  |
| Canton de Solre-le-Château                 | 3       | M. Philippe Léty                    |       | PS       | 2011  |
| Canton de Trélon                           | 3       | M. Jean-Luc Pérat                   |       | PS       | 2008  |
| Arrondissement de Cambrai                  |         |                                     |       |          |       |
| Canton de Cambrai-Est                      | 18      | M. Nicolas Siegler                  |       | DVD      | 2011  |
| Canton de Cambrai-Ouest                    | 18      | M. Jean-Jacques Segard              |       | DVD      | 2008  |
| Canton de Carnières                        | 12      | Mme Delphine Bataille               |       | PS       | 2011  |
| Canton du Cateau-Cambrésis                 | 18      | M. Laurent Coulon                   |       | PS       | 2011  |
| Canton de Clary                            | 18      | M. Guy Bricout                      |       | DVD      | 2008  |
| Canton de Marcoing                         | 18      | M. Didier Drieux                    |       | DVD      | 2008  |
| Canton de Solesmes                         | 12      | M. Georges Flamengt                 |       | PS       | 2011  |
| Arrondissement de Douai                    |         |                                     |       |          |       |
| Canton d'Arleux                            | 17      | M. Charles Beauchamp                |       | PCF      | 2011  |
| Canton de Douai-Nord                       | 16 & 17 | M. Jacques Michon                   |       | PCF      | 2008  |
| Canton de Douai-Nord-Est                   | 17      | M. Érick Charton                    |       | PS       | 2011  |
| Canton de Douai-Sud                        | 16 & 17 | M. Alain Bruneel                    |       | PCF      | 2011  |
| Canton de Douai-Sud-Ouest                  | 17      | M. Christian Poiret                 |       | DVD      | 2008  |
| Canton de Marchiennes                      | 16      | M. Jean-Claude Quennesson           |       | PCF      | 2008  |
| Canton d'Orchies                           | 6       | M. Jean-Luc Detavernier             |       | DVD      | 2008  |
| Arrondissement de Dunkerque                |         |                                     |       |          |       |
| Canton de Bailleul-Nord-Est                | 15      | M. Michel Vandevoorde               |       | PS       | 2011  |
| Canton de Bailleul-Sud-Ouest               | 15      | M. Michel Gilloen                   |       | PS       | 2008  |
| Canton de Bergues                          | 14      | M. André Figoureux                  |       | UMP      | 2011  |
| Canton de Bourbourg                        | 14      | M. Jean-Pierre Decool               |       | app. UMP | 2008  |
| Canton de Cassel                           | 15      | M. Stéphane Dieusaert               |       | UMP      | 2011  |
| Canton de Coudekerque-Branche              | 13      | M. Joël Carbon                      |       | PS       | 2011  |
| Canton de Dunkerque-Est                    | 14      | M. Alain Vanwaefelghem              |       | PS       | 2011  |
| Canton de Dunkerque-Ouest                  | 13      | Mme Marie Fabre                     |       | PS       | 2008  |
| Canton de Grande-Synthe                    | 13      | M. Roméo Ragazzo                    |       | PS       | 2011  |
| Canton de Gravelines                       | 14      | M. Bertrand Ringot                  |       | PS       | 2011  |
| Canton d'Hazebrouck-Nord                   | 15      | M. Jean-Pierre Allossery            |       | PS       | 2011  |
| Canton d'Hazebrouck-Sud                    | 15      | Mme Françoise Polnecq               |       | PS       | 2008  |
| Canton d'Hondschoote                       | 14      | M. Jean Schepman                    |       | PS       | 2008  |
| Canton de Merville                         | 15      | M. Jacques Parent                   |       | PS       | 2008  |
| Canton de Steenvoorde                      | 15      | M. Jean-Marc Gosset                 |       | UDI      | 2008  |
| Canton de Wormhout                         | 14      | M. Patrick Valois                   |       | DVD      | 2011  |
| Arrondissement de Lille                    |         |                                     |       |          |       |
| Canton d'Armentières                       | 11      | M. Bernard Haesebroeck              |       | PS       | 2011  |
| Canton de La Bassée                        | 5       | M. Philippe Waymel                  |       | DVD      | 2008  |
| Canton de Cysoing                          | 6       | M. Luc Monnet                       |       | UMP      | 2011  |
| Canton d'Haubourdin                        | 1 & 5   | M. Daniel Rondelaere                |       | PS       | 2008  |
| Canton de Lannoy                           | 6 & 7   | Mme Joëlle Cottenye                 |       | UDI      | 2011  |
| Canton de Lille-Centre                     | 1       | Mme Martine Filleul                 |       | PS       | 2008  |
| Canton de Lille-Est                        | 2       | M. Frédéric Marchand                |       | PS       | 2011  |
| Canton de Lille-Nord                       | 4       | M. Jean-Claude Debus                |       | UMP      | 2008  |
| Canton de Lille-Nord-Est                   | 2 & 9   | Mme Alexandra Lechner               |       | PS       | 2011  |
| Canton de Lille-Ouest                      | 4       | M. Olivier Henno                    |       | UDI      | 2008  |
| Canton de Lille-Sud                        | 1       | Mme Marie-Christine Staniec-Wavrant |       | PS       | 2008  |
| Canton de Lille-Sud-Est                    | 1 & 2   | M. Marc Godefroy                    |       | PS       | 2011  |
| Canton de Lille-Sud-Ouest                  | 11      | M. Patrick Kanner                   |       | PS       | 2011  |
| Canton de Lomme                            | 11      | M. Roger Vicot                      |       | PS       | 2008  |
| Canton de Marcq-en-Barœul                  | 9       | M. Jean-René Lecerf                 |       | UMP      | 2008  |
| Canton de Pont-à-Marcq                     | 6       | M. Jean-Marie Ruant                 |       | PS       | 2011  |
| Canton de Quesnoy-sur-Deûle                | 4       | M. Jacques Houssin                  |       | UMP      | 2008  |
| Canton de Roubaix-Centre                   | 8       | M. Renaud Tardy                     |       | PS       | 2011  |
| Canton de Roubaix-Est                      | 8       | M. Mehdi Massrour                   |       | PS       | 2011  |
| Canton de Roubaix-Nord                     | 8       | M. Alain Faugaret                   |       | PS       | 2008  |
| Canton de Roubaix-Ouest                    | 7       | M. Bernard Hannicote                |       | UDI      | 2008  |
| Canton de Seclin-Nord                      | 5       | M. Dany Wattebled                   |       | UDI      | 2011  |
| Canton de Seclin-Sud                       | 5       | M. Gérard Boussemart                |       | PS       | 2008  |
| Canton de Tourcoing-Nord                   | 10      | Mme Marie Deroo                     |       | PS       | 2011  |
| Canton de Tourcoing-Nord-Est               | 10      | M. Vincent Lanoo                    |       | PS       | 2011  |
| Canton de Tourcoing-Sud                    | 9       | Mme Brigitte Lherbier               |       | UMP      | 2008  |
| Canton de Villeneuve-d'Ascq-Nord           | 2       | M. Didier Manier                    |       | PS       | 2011  |
| Canton de Villeneuve-d'Ascq-Sud            | 2       | Mme Monique Lempereur               |       | DVG      | 2008  |
| Arrondissement de Valenciennes             |         |                                     |       |          |       |
| Canton d'Anzin                             | 20 & 21 | M. Jacques Marissiaux               |       | PS       | 2008  |
| Canton de Bouchain                         | 19      | M. Albert Despres                   |       | PCF      | 2011  |
| Canton de Condé-sur-l'Escaut               | 20 & 21 | M. Serge Van Der Hoeven             |       | PCF      | 2011  |
| Canton de Denain                           | 19      | M. Michel Lefebvre                  |       | PCF      | 2008  |
| Canton de Saint-Amand-les-Eaux-Rive droite | 20      | M. Aymeric Robin                    |       | PCF      | 2011  |
| Canton de Saint-Amand-les-Eaux-Rive gauche | 20      | M. Éric Renaud                      |       | PCF      | 2008  |
| Canton de Valenciennes-Est                 | 21      | M. Fabien Thiémé                    |       | PCF      | 2011  |
| Canton de Valenciennes-Nord                | 21      | M. Jean-Claude Dulieu               |       | PCF      | 2011  |
| Canton de Valenciennes-Sud                 | 19 & 21 | M. Norbert Jessus                   |       | PCF      | 2008  |

## Liens
- (fr) « Site du Conseil général du Nord »(Archive.org • Wikiwix • Archive.is • Google • Que faire ?)
- (fr) Blog du Groupe Union pour le Nord

## Sources
1. ↑  Patrick Schultz, La Décentralisation administrative dans le Nord de la France 1790-1793, 1982, 155 p. (ISBN 978-2-85939-203-1, lire en ligne), p. 151.
2. ↑  « Lillonum », sur univ-lille.fr (consulté le 22 avril 2023).
3. ↑  (en) « Annuaire statistique [afterw.] Annuaire du département du Nord. An xi-1890 : Nord dépt : Free Download, Borrow, and Streaming : Internet Archive », sur Internet Archive (consulté le 22 avril 2023).
4. ↑  La Voix du Nord, et Collectif, Guide économique Nord-Pas-de-Calais 2005, 2005, 320 p. (ISBN 978-2-84393-090-4, lire en ligne), p. 235.
5. ↑  https://lenord.fr/upload/reprise/PageContenu/file/file/magazine_le_nord/2008/nord213.pdf